# 威利·杨·丹尼尔
威利·杨·丹尼尔（英語：Wiley Young Daniel，1946年9月10日—2019年5月10日）是美国科罗拉多联邦地区法院的一名资深联邦法官。他是科罗拉多州史上第一位非裔美国人法官。